# رقص کثیف (فیلم ۲۰۱۷)
رقص کثیف (انگلیسی: Dirty Dancing) فیلم تلویزیونی آمریکایی، محصول سال ۲۰۱۷ است که فیلم نامهٔ آن را جسیکا شارزر نوشته و کارگردانی فیلم را وین بلر بر عهده داشته است. این فیلم، بازساخته ای از فیلم محصول سال ۱۹۸۷، با همین نام است. بازیگران اصلی فیلم ابیگیل برسلین، کولت پراتس (Colt Prattes)، دبرا مسینگ، بروس گرینوود، سارا هایلند، نیکول شرزینگر و تونی رابرتس هستند. این فیلم در روز ۲۴ مهٔ ۲۰۱۷ از ای‌بی‌سی (ABC) پخش شد.
در پخش اصلی، این فیلم توسط ۶٫۶۱ میلیون بیننده دیده شد و در گروه سنی ۱۸ تا ۴۹ سال، امتیاز نیلسن ۱٫۴ و سهم ۵ درصدی از بینندگان را به خود اختصاص داد.
این فیلم نقدهایی بینابینی تا منفی از سوی اکثر منتقدان دریافت کرد و تنها بازی نیکول شرزینگر تحسین زیادی برانگیخت.

## داستان
صحنهٔ آغازین در شهر نیویورک سال ۱۹۷۵ می‌گذرد، جایی که «فرانسیس» بزرگ‌سال می‌گوید که هیچ‌گاه رابطه‌اش با جانی را فراموش نکرد. در تابستانِ اواخر سال ۱۹۶۳، فرانسیس که از خانواده‌ای مرفه است و قرار است به دانشگاه برود، به همراه خانواده‌اش به تفریحگاه کلرمن می‌رود و عاشق مربی رقص طبقهٔ کارگر، «جانی کَسل»، می‌شود. فیلم تا حد زیادی از داستان فیلم اصلی پیروی می‌کند، هرچند برخی تغییرات چشمگیر در آن وجود دارد:
بیبی قصد دارد پزشکی بخواند، نه اقتصاد.
نقش «مارجری هاوسمن» به‌شدت گسترش یافته است. او که احساس طردشدگی از سوی جِیک دارد، با یک وکیل طلاق تماس می‌گیرد و پیشنهاد می‌کند که از هم جدا زندگی کنند. چون کلرمن جایی است که جِیک و مارجری در آن عاشق هم شدند، جِیک دوباره برای او دل می‌برد و با رابطهٔ جنسی آشتی می‌کنند.
نقش «ویوین پرسمن» نیز گسترده‌تر شده؛ او اکنون زنی مطلقه است که تنها به کلرمن می‌آید و به مارجری از تنهایی شبانه‌اش می‌گوید. زمانی که جانی به سرقت متهم می‌شود، دیگر موضوع کیف‌پول شوهر سابق ویوین نیست، بلکه ساعتی است که جانی پیش‌تر آن را به‌عنوان هدیه نپذیرفته و ظاهراً ویوین آن را میان وسایل او پنهان کرده است.
«لیزا» رابطه‌اش با «رابی» را خیلی زودتر در فیلم قطع می‌کند. او با شخصیت جدیدی به نام «مارکو»، پیانیست آفریقایی-آمریکایی تفریحگاه، دوست می‌شود. مارکو با وجود مخالفت رئیسش «تیتو»، به لیزا آموزش نواختن یوکللی می‌دهد و با او در نمایش استعدادیابی اجرا می‌کند. تیتو و مکس اذعان می‌کنند که جهان در حال بهتر شدن است.
یک داستان قاب‌بندی‌شده نیز اضافه شده است. در سال ۱۹۷۵، فرانسیس به تماشای نمایش برادوی «رقص کثیف» می‌رود که توسط جانی طراحی شده و از کتابی که فرانسیس نوشته، الهام گرفته است. ایمان فرانسیس به جانی باعث شد که او با اعتماد به‌نفس حرفه‌اش را دنبال کند. فرانسیس ازدواج کرده و دختری دارد. او کلاس رقص هفتگی دارد؛ فرانسیس و جانی یکدیگر را به ادامهٔ رقص تشویق می‌کنند.

## بازیگران
- ابیگیل برسلین در نقش فرانسیس «بیبی» هاوسمن
- کُلت پِراتس در نقش جانی کَسل
- نیکول شرزینگر در نقش پنی
- سارا هایلند در نقش لیزا هاوسمن
- تونی رابرتس در نقش مکس کلرمن
- جی. کوئینتن جانسون در نقش مارکو
- شن هارپر در نقش رابی گولد
- ترور اینهورن در نقش نیل کلرمن
- بو «کاسپر» اسمارت در نقش بیلی کوستکی
- کیتی سیگال در نقش ویوین پرسمن
- بیلی دی ویلیامز در نقش تیتو سوارز
- بروس گرینوود در نقش دکتر جیک هاوسمن
- دبرا مسینگ در نقش مارجری هاوسمن

## تولید
در ژانویهٔ ۲۰۱۱، لاینزگیت فیلمز اعلام کرد که کنی اورتگا، طراح رقص فیلم سال ۱۹۸۷ رقص کثیف، بازسازی آن را کارگردانی خواهد کرد؛ اما این پروژه سال بعد کنار گذاشته شد. در دسامبر ۲۰۱۵، ABC و لاینزگیت تله‌ویژن یک نسخهٔ بازسازی‌شدهٔ سه‌ساعته از فیلم را اعلام کردند که پخش زنده نبود و به سبک بازسازی فیلم The Rocky Horror Picture Show ساخته می‌شد. این بازسازی را وین بلر کارگردانی کرد و فیلمنامه را جسیکا شارزر نوشت. الیسون شی‌ارمر تهیه‌کنندهٔ اجرایی پروژه بود.

### انتخاب بازیگران
ابیگیل برسلین به‌صورت رسمی برای نقش بیبی انتخاب شده بود و استودیو پس از انتخاب‌های بعدی پروژه را چراغ سبز کرد؛ این نقش در نسخهٔ اصلی را جنیفر گری بازی کرده بود. در ژانویهٔ ۲۰۱۶، پس از انتخاب دبرا مسینگ در نقش مادر بیبی، شبکهٔ ABC رسماً پروژه را تصویب کرد. ماه بعد، پس از فرایند طولانی انتخاب بازیگر، رقصنده «کلت پراتس» برای نقش جانی انتخاب شد، نقشی که در فیلم اصلی پاتریک سوئیزی ایفا کرده بود. در مارس ۲۰۱۶، اعلام شد که نیکول شرزینگر در نقش پنی، شریک رقص جانی بازی خواهد کرد، در کنار سارا هایلند در نقش لیزا، خواهر بیبی، و بروس گرینوود در نقش دکتر جیک هاوسمن، پدر بیبی. بیلی دی ویلیامز در نقش تیتو رهبر ارکستر، شن هارپر در نقش رابی، به همراه بو «کاسپر» اسمارت و جی. کوئینتن جانسون نیز به بازیگران پیوستند. کمی بعد، ترور اینهورن برای ایفای نقش نیل کلرمن انتخاب شد. در آوریل ۲۰۱۶، کیتی سیگال و تونی رابرتس به ترتیب برای نقش‌های ویوین پرسمن و مکس کلرمن انتخاب شدند.

### فیلم‌برداری
فیلم‌برداری در هندرسون‌ویل، کارولینای شمالی انجام شد. بیشتر لوکیشن‌ها در غرب کارولینای شمالی قرار داشتند، از جمله هندرسون‌ویل، اشویل، کَشیرز و سالودا. فیلم‌برداری در آوریل و مه ۲۰۱۶ انجام شد. ساکنان منطقهٔ هندرسون‌ویل به‌عنوان اعضای گروه تولید، هنرپیشه‌های اضافی و رقصنده مشارکت داشتند و از آن‌ها خواسته شد خودروهایی از دههٔ ۱۹۶۰ تهیه کنند. بیشتر فیلم‌برداری در مهمان‌خانهٔ‌های همپتن در کشیرز و همچنین در مرکز کنفرانس کانوگا در هندرسون‌ویل انجام شد. این پروژه حدود ۱۲۲۵ فرصت شغلی ایجاد کرد، از جمله ۹۰۰ بازیگر اضافی، ۳۰ بازیگر اصلی و ۲۲۵ نفر برای تیم پشت‌صحنه.